# Spoorlijn 208
Spoorlijn 208 is een Belgische spoorlijn in de Haven van Antwerpen. De spoorlijn wordt enkel gebruikt voor het goederenvervoer. De lijn takt bij de Kallosluis af van spoorlijn 211 en loopt van daar langs de Schelde naar de bundel Hercules.

## Aansluitingen
In de volgende plaats is er een aansluiting op de volgende spoorlijn:
Y Ketenis-Zuid
Spoorlijn 211 tussen Y Steenland en Y Hazop

## Verbindingssporen
208/1: Y Farnese-West (lijn 211) - Y Ketenis-Oost (lijn 208)
208/2: Y Geslecht-Zuid (lijn 211) - Y Geslecht-Oost (lijn 208)
208/3: Y Kalishoek-Oost (lijn 211) - Y Geslecht-West (lijn 208)